# Lijst van nummer 1-hits in Noorwegen in 2019
Deze hits stonden in 2019 op nummer 1 in de VG-lista, de bekendste hitlijst in Noorwegen.
| Week | Artiest                       | Titel                           |
| ---- | ----------------------------- | ------------------------------- |
| 1    | Ava Max                       | Sweet but psycho                |
| 2    | Post Malone                   | Wow                             |
| 3    | Post Malone                   | Wow                             |
| 4    | Ariana Grande                 | 7 rings                         |
| 5    | Ariana Grande                 | 7 rings                         |
| 6    | Ariana Grande                 | 7 rings                         |
| 7    | Ariana Grande                 | 7 rings                         |
| 8    | Ariana Grande                 | 7 rings                         |
| 9    | Lady Gaga & Bradley Cooper    | Shallow                         |
| 10   | Nicolay Ramm                  | Raske briller                   |
| 11   | Nicolay Ramm                  | Raske briller                   |
| 12   | Nicolay Ramm                  | Raske briller                   |
| 13   | Nicolay Ramm                  | Raske briller                   |
| 14   | Billie Eilish                 | Bad guy                         |
| 15   | Lil Nas X                     | Old town road                   |
| 16   | Lil Nas X                     | Old town road                   |
| 17   | Lil Nas X                     | Old town road                   |
| 18   | Lil Nas X                     | Old town road                   |
| 19   | Lil Nas X                     | Old town road                   |
| 20   | Ed Sheeran & Justin Bieber    | I don't care                    |
| 21   | KEiiNO                        | Spirit in the sky               |
| 22   | Lil Nas X                     | Old town road                   |
| 23   | TIX                           | Jeg vil ikke leve               |
| 24   | Lil Nas X                     | Old town road                   |
| 25   | Lil Nas X                     | Old town road                   |
| 26   | Shawn Mendes & Camila Cabello | Señorita                        |
| 27   | Shawn Mendes & Camila Cabello | Señorita                        |
| 28   | Shawn Mendes & Camila Cabello | Señorita                        |
| 29   | Shawn Mendes & Camila Cabello | Señorita                        |
| 30   | Shawn Mendes & Camila Cabello | Señorita                        |
| 31   | Tones and I                   | Dance monkey                    |
| 32   | Tones and I                   | Dance monkey                    |
| 33   | Tones and I                   | Dance monkey                    |
| 34   | Tones and I                   | Dance monkey                    |
| 35   | Tones and I                   | Dance monkey                    |
| 36   | Tones and I                   | Dance monkey                    |
| 37   | Tones and I                   | Dance monkey                    |
| 38   | Tones and I                   | Dance monkey                    |
| 39   | Tones and I                   | Dance monkey                    |
| 40   | Tones and I                   | Dance monkey                    |
| 41   | Tones and I                   | Dance monkey                    |
| 42   | Tones and I                   | Dance monkey                    |
| 43   | Tones and I                   | Dance monkey                    |
| 44   | Tones and I                   | Dance monkey                    |
| 45   | Tones and I                   | Dance monkey                    |
| 46   | Tones and I                   | Dance monkey                    |
| 47   | Billie Eilish                 | Everything I wanted             |
| 48   | Tones and I                   | Dance monkey                    |
| 49   | Mariah Carey                  | All I want for Christmas is you |
| 50   | Mariah Carey                  | All I want for Christmas is you |
| 51   | Mariah Carey                  | All I want for Christmas is you |
| 52   | Mariah Carey                  | All I want for Christmas is you |